# ルベン・ソサ
ルベン・ソサ・アルダイス（Ruben Sosa Ardaiz, 1966年4月25日 - ）は、ウルグアイ・モンテビデオ出身の元同国代表サッカー選手。ポジションはフォワード。「ゴールの詩人」の愛称で呼ばれた。

## 経歴
1982年に15歳でプロデビューを飾る。1985-86シーズンにスペインの レアル・サラゴサへ移籍、そのシーズン、リーグ4位、コパ・デル・レイ決勝のFCバルセロナ戦で決勝点を決め、チームに20年ぶりのタイトルをもたらした。1987-88シーズンには18ゴールを挙げた。
1988年にイタリアに渡りSSラツィオで4シーズンプレー。1990-91シーズンから2シーズン連続でリーグ戦2桁得点を記録すると、1992年にインテル・ミラノへ引き抜かれ移籍。1992-93シーズン、リーグ戦20得点を決めるなど、ACミランとの優勝争いの末のリーグ2位の好成績に貢献した。1993-94シーズン、第10節のパルマ戦で3得点を決めるなど、個人としてはリーグ戦では16ゴールを挙げる活躍も、期待されたデニス・ベルカンプとのツートップは機能せず、プレーの相性は良くなかった。同年のUEFAカップでは決勝のザルツブルク戦で第1戦、2戦で共にアシストを決めるなど優勝に貢献した。1994年夏にはレアル・マドリードへの移籍が決定的となったが、最終的に移籍は破談となった。
1994-95シーズン限りでインテルを退団。インテルでは公式戦104試合に出場、50得点。
1995-96シーズン、ボルシア・ドルトムントに移籍してリーグ優勝を果たすも、シーズン合計27試合3得点(リーグ戦17試合3得点)と活躍出来ずベンチを温めることも多かった。1997年に母国ウルグアイのナシオナル・モンテビデオへ移籍。在籍期間中に3度のプリメーラ・ディビシオン優勝（1998・2000・2001年）に貢献した。
ウルグアイ代表としては1984年に代表に初選出されると、1987年のコパ・アメリカに優勝。また1990年のイタリアW杯に出場し、エンツォ・フランチェスコリやウーゴ・デレオンを擁した事から大会のダークホースと目されたがベスト16で敗退した。ソサも初戦のスペイン戦でPKを外して（試合はスコアレスドロー）大会を通じて得点なしに終わった。1991年のコパ・アメリカでは監督との確執により召集されなかった。1995年のコパ・アメリカで再び優勝したが、以降代表には召集されなかった。

## 個人成績

### 代表での成績
出典
| ウルグアイ代表 | 国際Aマッチ | 国際Aマッチ |
| 年             | 出場        | 得点        |
| -------------- | ----------- | ----------- |
| 1984           | 6           | 0           |
| 1985           | 0           | 0           |
| 1986           | 0           | 0           |
| 1987           | 4           | 0           |
| 1988           | 1           | 1           |
| 1989           | 13          | 9           |
| 1990           | 7           | 0           |
| 1991           | 0           | 0           |
| 1992           | 0           | 0           |
| 1993           | 9           | 4           |
| 1994           | 0           | 0           |
| 1995           | 6           | 1           |
| 通算           | 46          | 15          |

## タイトル

### クラブ
レアル・サラゴサ
- コパ・デル・レイ : 1985-86

インテル
- UEFAカップ : 1993-94

ボルシア・ドルトムント
- ブンデスリーガ : 1995-96

ナシオナル
- プリメーラ・ディビシオン : 1998, 2000, 2001

### 代表
ウルグアイ代表
- コパ・アメリカ : 1987, 1995

### 個人
- コパ・アメリカMVP : 1989
- プリメーラ・ディビシオン (ウルグアイ)得点王 : 1998
- コパ・リベルタドーレス得点王 : 1999